# Wozzeck
A Wozzeck Alban Berg első, háromfelvonásos operája (op. 7). Librettóját Georg Büchner Woyzeck című színpadi műve alapján maga Berg írta. Ősbemutatója 1925-ben volt a Berlini Állami Operaházban.

## Az opera keletkezése
A Wozzeck Alban Berg első igazán nagy műve. A komponista 1914. május 5-én, röviddel az első világháború kitörése előtt látta Georg Büchner Woyzeck című színdarabját Bécsben, és annak drámaisága, a benne rejlő társadalomkritika azonnal felkeltette érdeklődését, s elhatározta, hogy operát ír belőle. Erre, pontosabban arra, hogy egy komolyabb darabot is kellene írnia, tanára, Arnold Schönberg is ösztönözte.

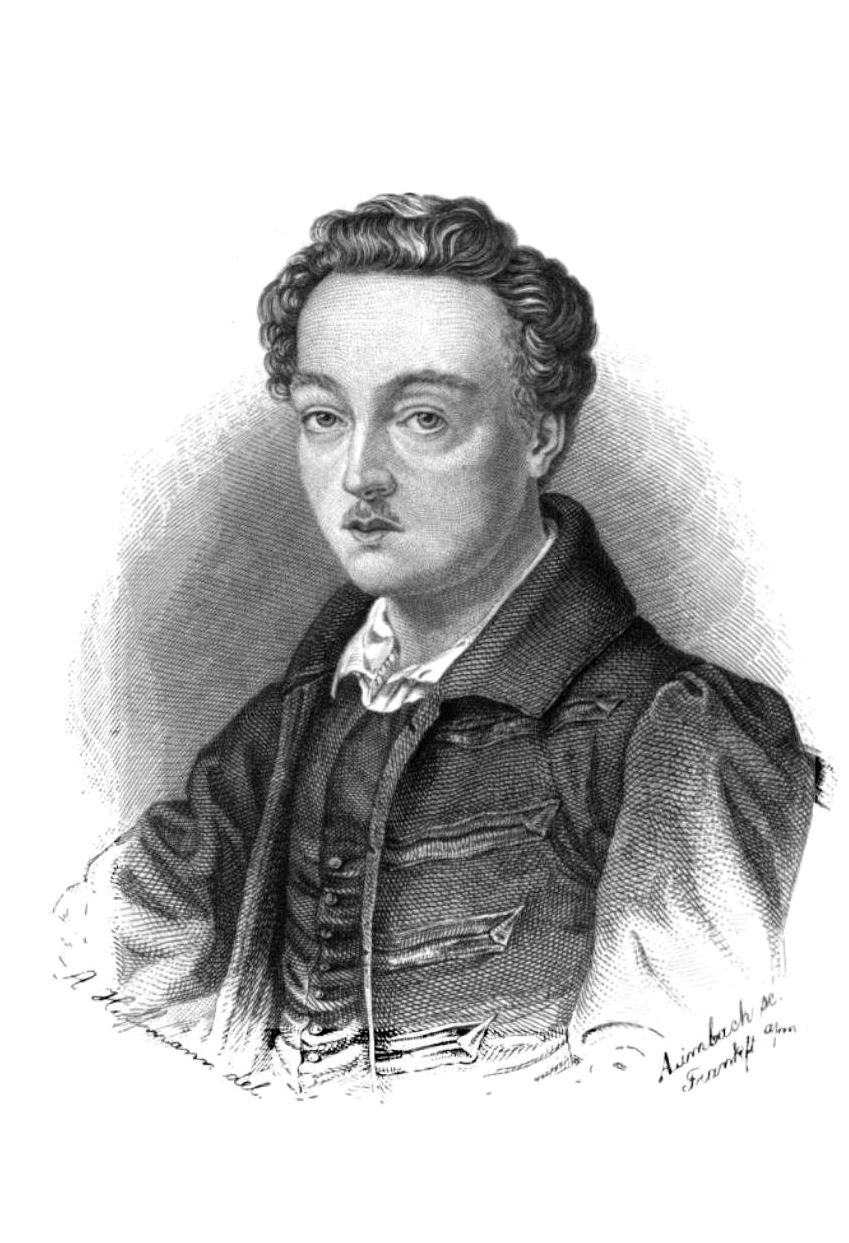
Georg Büchner

Berg megszerezte a dráma írásos anyagait (többféle nyomtatott kiadás is volt belőle, mert Büchner különálló lapokra írta drámáját), és sok egyéb anyagot is gyűjtött hozzá. Annak, hogy miként lett a Woyzeckből Wozzeck, külön története van. Büchner drámája valóságos történeten alapul. 1821. június 21-én egy Johann Christian Woyzech nevű ember megölte nála öt évvel idősebb szeretőjét, bizonyos Frau Woostot, és tettét be is vallotta. Ekkor azonban az ügyvédjében felmerült, hogy talán nem beszámítható a férfi. Egy dr. J. C. A. Clarus nevű orvos megvizsgálta a gyilkost, és arra jutott, hogy beszámítható az illető. Woyzechet elítélték, és 1824-ben nyilvánosan kivégezték Lipcsében. Később azonban újból elővették a szakértő, dr. Clarus ügyét, aki a támadások miatt védekező levelek sorát írta. Innen vette Büchner drámájához az ötletet. Az író fennmaradt kézirata azonban meglehetősen zavaros anyag lett, különálló lapokra írta, ráadásul olyan tintával, ami valamilyen kémiai behatásra elvesztette a színét, az írás láthatatlanná vált. Egy Karl Emil Franzos nevű irodalomkutató vette elő az anyagot az 1870-es évek közepén, és valamilyen vegyszerrel kezelte a dokumentumot, aminek hatására viszonylag jól olvashatóvá vált az írás. A rendezetlen szövegben többé-kevésbé rendet teremtett, de – minthogy az y és z gót betűk könnyen összetéveszthetők voltak – Wozzecknek olvasta a nevet. Berg ezt az anyagot is megszerezte, és bár kiderült, hogy az anyagban több hiba van, meg is próbálta végigjavítani, de a Wozzeck név már benne maradt.
A komponista még 1914-ben elkezdett dolgozni a történeten, maga írta a szövegkönyvet, sok vázlatot készített, de a háború miatt elakadt a munkával. Csak utána kezdett el újra foglalkozni a komponálással, és lényegében 1921-re készült el a zenei alappal, majd nekilátott a hangszerelésnek. Berg az egyszerűsítés érdekében Bücher tragédiájának 26 színét 15-re vonta össze, több szereplőt elhagyott, ezenkívül a túlságosan naturalisztikus részeket kihagyta. 1923-ban – amolyan próbaként – összeállított egy koncertdarabot Marie, az egyik főszereplő fontosabb dallamaiból, s ezt bemutatta a nyilvánosságnak Frankfurt am Mainban. A „próba” sikeres volt, mert felkeltette az érdeklődést a darab iránt. A kész operát 1925-ben mutatták be Berlinben.

## Szereplők
| Szereplő                | Hangfekvés     |
| ----------------------- | -------------- |
| Wozzeck                 | drámai bariton |
| Marie                   | drámai szoprán |
| Tamburmajor             | tenor          |
| Andres, Wozzeck barátja | hőstenor       |
| Kapitány                | tenor          |
| Doktor                  | basszus        |
| Margret                 | alt            |
| 1. munkás               | basszus        |
| 2. munkás               | tenor          |
| Bolond                  | tenor          |
| Marie gyermeke          | gyerekszoprán  |
| Katona                  | bariton        |

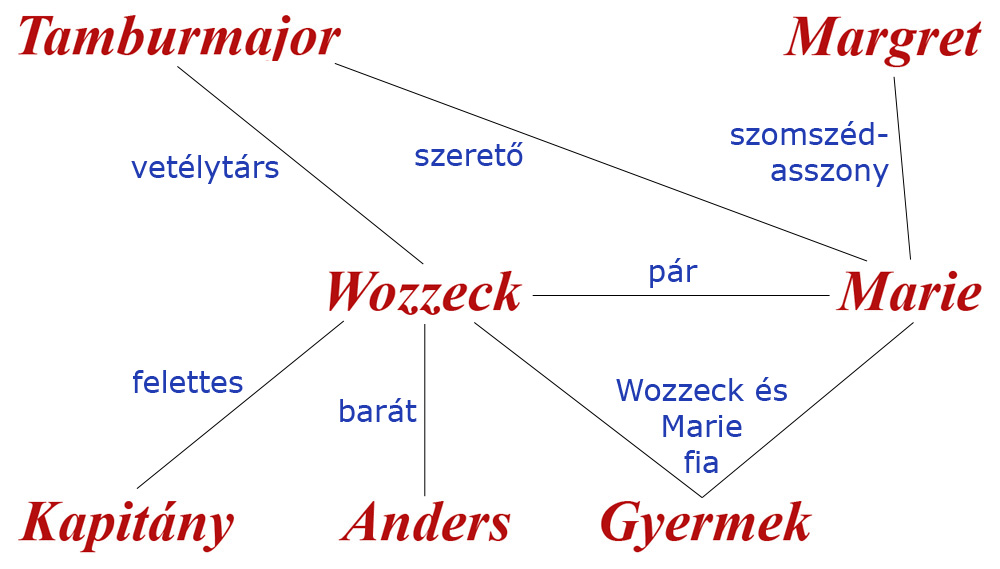
A főbb szereplők kapcsolatrendszere

- Zenekar: nagy szimfonikus zenekar (színpadi zene is).
- Énekkar: katonák, legények, cselédek, gyerekek.
- Tánckar: nincs.
- Történik: egy német városban, 1820 körül.
- Játékidő: 2 óra.

## Cselekmény

### 1. felvonás
1. kép: Wozzeck, a katonai borbély a kapitányát borotválja, aki egyrészt folyamatosan nyugtatja állandóan nyugtalan, ideges beosztottját, másrészt viszont célzásokat tesz annak törvénytelen gyerekére. 2. kép: Wozzeck és Andres, a barátja, fűzfaágakat gyűjtenek a határban. A babonás katonának nem tetszik a helyszín, rossz előérzete támad. 3. kép: Marie az ablaka előtt elhaladó katonazenekart hallgatja, és kacéran visszamosolyog az őt üdvözlő tamburmajorra, de Margret, a szomszédasszonya rosszallására bezárja az ablakot. Marie magához öleli kisfiát, majd megjön az ideges Wozzeck. Marie sem tudja megnyugtatni, ezért elrohan. 4. kép: Wozzeck, hogy elláthassa családját, némi pénzkereset reményében aláveti magát a doktor áltudományos kísérleteinek. 5. kép: Marie-nak változatlanul tetszik a daliás tamburmajor, s amikor az magához öleli, rövid és heves ellenállás után követi a szomszéd szobába…

### 2. felvonás
1. kép: Marie éppen egy törött tükör darabjában próbálgatja azt a fülbevalót, amit a tamburmajortól kapott ajándékba. Amikor Wozzeck észreveszi az ékszert, kérdésére azt válaszolja neki, hogy találta azokat. Wozzeck nem nagyon hiszi, de aztán odaadja a megkeresett pénzt a nőnek, és távozik. 2. kép: A kapitány és a doktor társalgásba kezdenek, s amikor megérkezik Wozzeck, egyértelműen célozgatnak Marie és a tamburmajor viszonyára. Wozzeck feldúltan az asszonyhoz rohan. 3. kép: Számon kéri Marie-t, de a nő mindent tagad. Amikor kezet emel rá, az asszony azt kiabálja, hogy inkább elviselne egy késszúrást, mint a verést. Wozzecknek megragad a fejében a mondat… 4. kép: Legények és lányok mulatnak a kocsmában, Marie pedig nagy vígan a tamburmajorral táncol. A társaságban feltűnő bolond azt mondja Wozzecknek, hogy vérszagot érez körülötte. Marie még mindig szeretőjével táncol, mintegy egyértelművé téve a helyzetet Wozzeck előtt. 5. kép: Wozzeck és Anders a laktanyában tartózkodnak. A katonaborbély próbál megnyugodni, de ekkor megérkezik a részeg tamburmajor, és eldicsekszik a hódításával. Wozzeck nekiugrik, de az erősebb tamburmajor véresre veri.

### 3. felvonás
1. kép: Marie a Bibliát forgatja, és a házasságtörő asszony történeténél akad meg az olvasásban. Magához öleli fiát, és aggódva várja Wozzecket, akit már régen látott. 2. kép: Wozzeck és Marie az erdei tó mellett sétálnak, és egy adódó pillanatban leszúrja az asszonyt, és rémülten elrohan. 3. kép: Wozzeck a kocsmába megy, és féktelen mulatozásba kezd. Margrettel táncol, de a nő észreveszi a ruháján a vérfoltokat. Wozzeck kirohan, és a tóhoz siet. 4. kép: Wozzeck szinte eszét vesztve keresi a tóparton elveszett kését, s amikor megtalálja, beledobja a tóba. Most úgy gondolja, hogy a fürdőzők talán megtalálhatják, ezért belegázol a vízbe, de belefullad a tóba. Az arra sétáló doktor és a kapitány még hallják a fuldoklás borzalmas hangjait. 5. kép: Marie lakása előtt játszik a nő és Wozzeck közös gyermeke a pajtásaival, amikor hozzák a hírt, hogy a tóparton megtalálták Marie holttestét. Mindnyájan odafutnak, a kisfiú azonban nem érti a történteket, s vesszőparipáján vidáman a többiek után szalad.

## Az opera színpadra állítása
Berg operáját 1925. december 14-én mutatták be Berlinben, a Staatsoperben. A közönség és a kritika jelentősebb része elismeréssel fogadta a bemutatót (ők voltak többen), mások viszont mereven elutasították. A darabot Erich Kleiber vezényelte, Leo Schützendorf énekelte Wozzecket, Sigrid Johanson Marie-t, Waldemar Henke a kapitányt, Martin Abendroth az orvost, Fritz Soot a tamburmajort, Gerhard Witting Andrest, Jessika Koettrik Margretet.
A darabot ezután sorra tűzték műsorukra Európa jelentős operaházai (Prága,  Leningrád), Amerikában Philadelphiában játszották először 1931-ben. Berg szívesen vett részt ezeken a bemutatókon, s a szerzői jogdíjak révén szép jövedelemre tett szert. A budapesti Operaházban  1964-ben került színre Berg Wozzeckje. Ezt követően a Miskolci nemzetközi operafesztiválon mutatta be az operát a németországi Gerai Állami Színház, Matthias Oldag rendezésében. A főbb szerepeket Teruhiko Komori (Wozzeck), Franziska Rauch (Marie), Jürgen Müller (Tamburmajor) és Patrick Jones (Kapitány) énekelték.
Wozzeck címmel Manfred Gurlitt (1890–1973) német zeneszerző is írt operát (nem tudott Berg munkájáról), szintén Büchner drámája nyomán, és ennek a bemutatója csupán négy hónappal volt később (1926. április 22., Bréma) Berg operájáénál. Ez a darab azonban nem keltett különösebb visszhangot.

## A mű zenéje

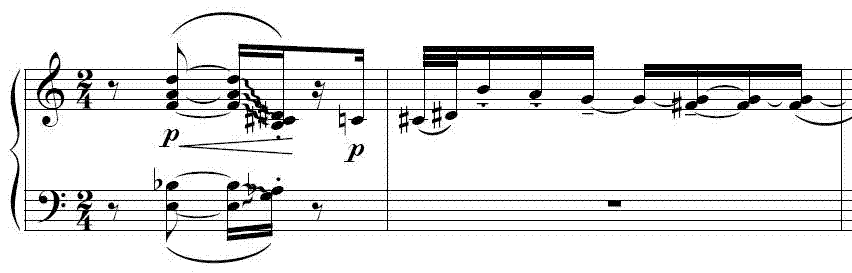
A Wozzeck nyitányának első két üteme (zongoraátirat)

Berg az opera komponálásakor döntően az abszolút zene elveit alkalmazta, de azért használt elemeket a korábbi időszak zenéjéből is, a például a motivikus szerkesztést, az impresszionisztikus hangulatfestést. A zene fő vonulatát a zenekar viszi, az énekszámok pedig a szimfonikus szerkesztésmódba (szonáta, szimfónia, invenció stb.) illeszkednek. Berg azt akarta, hogy a zene szinte szolgaian törekedjen a bücheri dráma kifejezésére, a hallgatóságnak ne is tűnjön fel, hogy éppen egy fúgát, egy variációt vagy egy szonátaformát hall, azaz minden a mondanivaló szolgálatába álljon.
A zenét Berg tehát a szimfonikus szerkesztési elvek szerint komponálta meg. Ennek értelmében tekintsük át az opera felvonásainak és képeinek zenei felépítését:
- Az első felvonás öt jellemképből áll:
  1. kép: „A kapitány”, szvit,
  2. kép: „Andres”, rapszódia,
  3. kép: „Marie”, induló és bölcsődal,
  4. kép: „A doktor”, passacaglia,
  5. kép: „A tamburmajor”, rondó.
- A második felvonás egy öttételes szimfónia:
  1. kép: Szonátatétel,
  2. kép: Fantázia és fúga,
  3. kép: Largo,
  4. kép: Scherzo,
  5. kép: Bevezetés és rondó.
- A harmadik felvonás hat invenció:
  1. kép: Invenció egy témára,
  2. kép: Invenció egy hangra,
  3. kép: Invenció egy ritmusra,
  4. kép: Invenció egy hathangú akkordra,
  5. kép: Invenció egy folyamatos nyolcadmozgásra.

Az egyes képeket zenekari közjátékok kapcsolják össze, amelyek az adott képpel alkotnak zenei egységet.
Számfetisiszták egy érdekességre derítettek fényt az opera zenéjével kapcsolatban: a darab 1927 ütemből áll, de van benne hat generálpauza. Ha ezt levonjuk, megkapjuk az 1921-es évszámot, amikor Berg befejezte a zene komponálását.

## CD-ajánló
- Wozzeck – Theo Adam, Marie – Wendy Fine, Tamburmajor – Fritz Uhl, Andres – George Paskuda, Kapitány – Friedrich Lenz, Doktor – Max Pröbstl, Margret – Gudrun Wewezow. Bavarian State Orchestra és kórus. Vezényel: Carlos Kleiber. A felvétel a Müncheni Nemzeti Színházban készült 1970-ben. CD 10250-2 (2 CD).
- Wozzeck – Franz Hawlata, Marie – Angela Denoke, Tamburmajor – Reiner Goldberg, Andres – David Kuebler, Kapitány – Hubert Delamboye, Doktor – Johann Tilli, Margret – Gudrun Wewezow. Symphony Orchestra & Chorus of the Gran Teatre del Liceu, Barcelona, Vivaldi Chorus Petits Cantors de Catalunya. Vezényel: Sebastian Weigle. 2006. Opus Arte DVD OA0985D.